# ワンダー・ボーイズ
『ワンダー・ボーイズ』（英: Wonder Boys）は、2000年公開のアメリカ映画。カーティス・ハンソン監督作。マイケル・シェイボンの同名小説の映画化。ボブ・ディランによる曲『シングス・ハヴ・チェンジド』は、ゴールデン・グローブ賞主題歌賞とアカデミー歌曲賞を受賞した。

## ストーリー
ピッツバーグの大学で教えるグラディは、処女作が高い評価を得た作家であったが、2作目が思ったように書けずにスランプに陥っていた。そんなときに3番目の妻が家を出てしまい、さらに不倫の関係にあった自分の上司の妻サラから、妊娠したと告げられる。

## キャスト
※括弧内は日本語吹替
- グラディ・トリップ - マイケル・ダグラス（小川真司）
- ジェームズ・リア - トビー・マグワイア（坂詰貴之）
- テリー・クラブツリー - ロバート・ダウニー・Jr（野島昭生）
- サラ・ギャスケル - フランシス・マクドーマンド（一柳みる）
- ハンナ・グリーン - ケイティ・ホームズ（阿部桐子）
- クエンティン・"Q"・モアウッド - リップ・トーン（天田益男）
- ウォルター・ギャスケル - リチャード・トーマス
- ウーラ - ジェーン・アダムス（津田真澄）
- サム・トラクスラー - アラン・テュディック